# Xavier Fauche
 (septembre 2018).
Si vous disposez d'ouvrages ou d'articles de référence ou si vous connaissez des sites web de qualité traitant du thème abordé ici, merci de compléter l'article en donnant les références utiles à sa vérifiabilité et en les liant à la section « Notes et références ».
Pour les articles homonymes, voir Fauche (homonymie).
Xavier Fauche, né le 30 avril 1946 à Paris, est scénariste de bande dessinée, producteur-réalisateur de radio, écrivain et dirigeant d'entreprise français.

## Biographie
En 1991, il crée Une Bulle en Plus, agence spécialisée dans la communication des entreprises et des institutions par la bande dessinée. Alph-Art de la Communication au Festival d'Angoulême 1996 pour Triera bien qui triera le dernier (Groupe Accor), l'entreprise est cédée en 2008. 
Il est administrateur de la Mutuelle des auteurs et compositeurs dramatiques de 1993 à 2014, président de 2002 à 2005, président d'honneur depuis 2014. Depuis 2003, il est administrateur de l'ECLA (Espace Clodoaldien Loisirs Animation). Créateur et animateur du Salon Littéraire de Saint-Cloud (2008 à 2017), il en est président d'honneur depuis 2018. Il est aussi batteur du Mique Mac Band, de 2000 à 2007 (sous le nom de Zaza). Il est chevalier dans l'Ordre des Arts et des Lettres[réf. nécessaire].

## Œuvre

### Réalisateur-producteur d'émissions à France Inter
- Le Pop Club de José Artur (octobre 1979 - décembre 1985)
- À qui ai-je l'honneur ? de José Artur (octobre 1983 - décembre 1985)
- Avec tambours et trompettes de Jean-François Kahn (décembre 1979 - octobre 1980)
- Laissez-les rires d'André Halimi (juillet 1979 - septembre 1979)
- Ouvrez l'œil, on fera le reste de Jacques Bal (juillet 1979 - septembre 1979)
- Avec ou sans sucre ? de José Artur (mai 1978 - juin 1979)
- Un prénom, une vie de Ève Ruggieri (mai 1979 - juin 1979)
- Émission d'Anne Gaillard d'Anne Gaillard (septembre 1977 - avril 1978)
- Allo Macha de Macha Béranger (mai 1977 - août 1977)
- La main à la pâte de Jacques Bal (janvier 1975 - avril 1977)

### Scénariste de bandes dessinées
Pour Lucky Luke dessins Morris, avec Jean Léturgie ou Éric Adam. Éditions Dargaud, Lucky Comics, Lucky Productions.
- O.K. Corral (1997)
- Belle Starr (1995)
- Le Pont sur le Mississipi (1994)
- Les Dalton à la noce (1993)
- L'Amnésie des Dalton (1991)
- Le Pony Express (1988)
- Le Ranch maudit (1985)
- Le Daily Star (1984)
- Sarah Bernhardt (1982)

Pour Rantanplan, dessins Morris, avec Jean Léturgie ou Éric Adam. Éditions Dargaud, Lucky Comics, Lucky Productions.
- Carré d'os (2011)
- Morts de rire (2010)
- Chien d'arrêt (2009)
- Sur le pied de guerre (2008)
- Le Chameau (1997)
- Le Messager (1995)
- Le Fugitif (1994)
- Bêtisier 1 et Bêtisier 2 (1993)
- Le clown (1993)
- Rantanplan otage (1992)
- Le Parrain (1988)
- La Mascotte (1987)

Pour Percevan, dessins Luguy avec Jean Léturgie. Éditions Glénat, Dargaud.
- La table d'Emeraude (1995)
- Les Seigneurs de l’Enfer (1992)
- Les clefs de feu (1988)
- Le Sablier d’El Jerada (1986)
- Le pays d'Aslor (1985)
- L’épée de Ganaël (1984)
- Le Tombeau des Glaces (1983)

Pour Marsupilami, dessins Franquin, avec Éric Adam. Édition Marsu Productions.
- Houba-Banana (1997)
- Rififi en Palombie (1995).

Divers
- Les entretiens singuliers de Job et Coach (2005), dessins Bercovici. Édition Une Bulle en Plus.
- Hommage à Uderzo (1995). Édition : Soleil Productions.

### Essais, romans
- Roux et rousses : Un éclat très particulier, coll. « Découvertes Gallimard / Culture et société » (no 338), 1997.
- Le perroquet de Sarah, Balland, 1992.
- Gaffes sur Gaffes, Balland, 1989. Réédition France Loisirs, 1990. Livre de Poche, 1991.
- Le Chagrin d'amour, Stock, 1989, en coll. avec Christiane Noetzlin.
- Rien ne se perd, tout se récupère, Balland, 1988, en coll. avec Lucien Rioux.
- Le Baiser, Stock, 1987, en coll. avec Christiane Noetzlin. Apostrophes.
- Tics d'époque, Stock, 1987. en coll. avec Lucien Rioux.
- Rouquin, rouquine, Ramsay, 1985, en coll. avec Lucien Rioux. Apostrophes.
- L’art de cuisiner les restes, 1975, Pauvert. Réédition en Press Pocket, 1976.

### Scénariste pour la télévision
- Création des séquences tournées en langue française de la série Fraggle Rock (Jim Henson) (72 épisodes).
- Adaptation des albums de la série Lucky Luke : La Bataille du riz, Le Daily Star, Pony Express et Prima Dona.
- Création de scénarios et dialogues pour la série Les Tifous d'André Franquin (51 épisodes).